# Beania pulchella
Beania pulchella is een mosdiertjessoort uit de familie van de Beaniidae. De wetenschappelijke naam van de soort is voor het eerst geldig gepubliceerd in 1929 door Livingstone.